# 刘库仁
刘库仁（？—384年），本字没根，刘虎的同宗，一名洛垂。出生鮮卑獨孤部，少年豪爽，有智略。母亲是拓跋郁律之女。拓跋什翼犍以宗女嫁给他，为南部大人。

## 生平
建国三十九年，拓跋什翼犍死后，太祖未立，苻坚以刘库仁为陵江将军、关内侯，自河以西属刘卫辰，自河以东属刘库仁。于是賀皇后携拓跋珪兄弟自贺兰部来投靠刘库仁。刘库仁善待他们母子尽忠奉事。
苻坚进封刘库仁广武将军，仪比诸侯。刘卫辰大夫，杀前秦的五原太守，攻打刘库仁西部。刘库仁大破刘卫辰，追至阴山西北千余里，获其妻子，尽收其众。苻坚加刘库仁振威将军。
刘库仁帮助苻坚的儿子苻丕、幽州刺史王永攻打慕容垂围于鄴，被在其部落的慕容文偷袭。刘库仁藏在马厩，被慕容文找到后诛杀。慕容文乘他的骏马，投奔慕容垂。

## 家庭

### 曾祖父
- 刘去卑，匈奴右贤王。

### 祖父
- 刘猛，匈奴右贤王。

### 父母
- 刘路孤，创立匈奴独孤部。
- 拓跋氏，平文帝拓跋郁律的女儿，昭成帝拓跋什翼犍的姐妹。

### 弟弟
- 刘眷，刘库仁死后，继任其位，宣穆皇后之父。

### 夫人
- 拓跋氏，拓跋什翼犍宗女[1]。
- 公孙氏，公孙希之妹。

### 子
- 刘显。
- 刘肺泥。
- 刘亢埿，娶道武帝拓跋珪的姑姑。

## 延伸阅读
[在维基数据编辑]
 《魏書/卷23》，出自魏收《魏书》
 《北史·卷020》，出自李延壽《北史》